# 托莱多站
托莱多站（西班牙語：Estación de Toledo）是位于西班牙卡斯提爾-拉曼查托莱多的一座铁路尽头站。车站目前的站房建于1919年并于2005年修复，为新摩尔式建筑，并于1991年被列入西班牙國家文物古蹟。
车站于2005年开通高速铁路服务以来至2020年15年间已经接待了大约2150万名乘客，其中绝大多数来自马德里阿托查车站。托莱多站目前仅有往来马德里阿托查车站的Avant列车停靠，全程大约30分钟，每日共有15对。2011年前车站曾有1-2对始发往阿尔瓦塞特的Avant列车。

## 历史

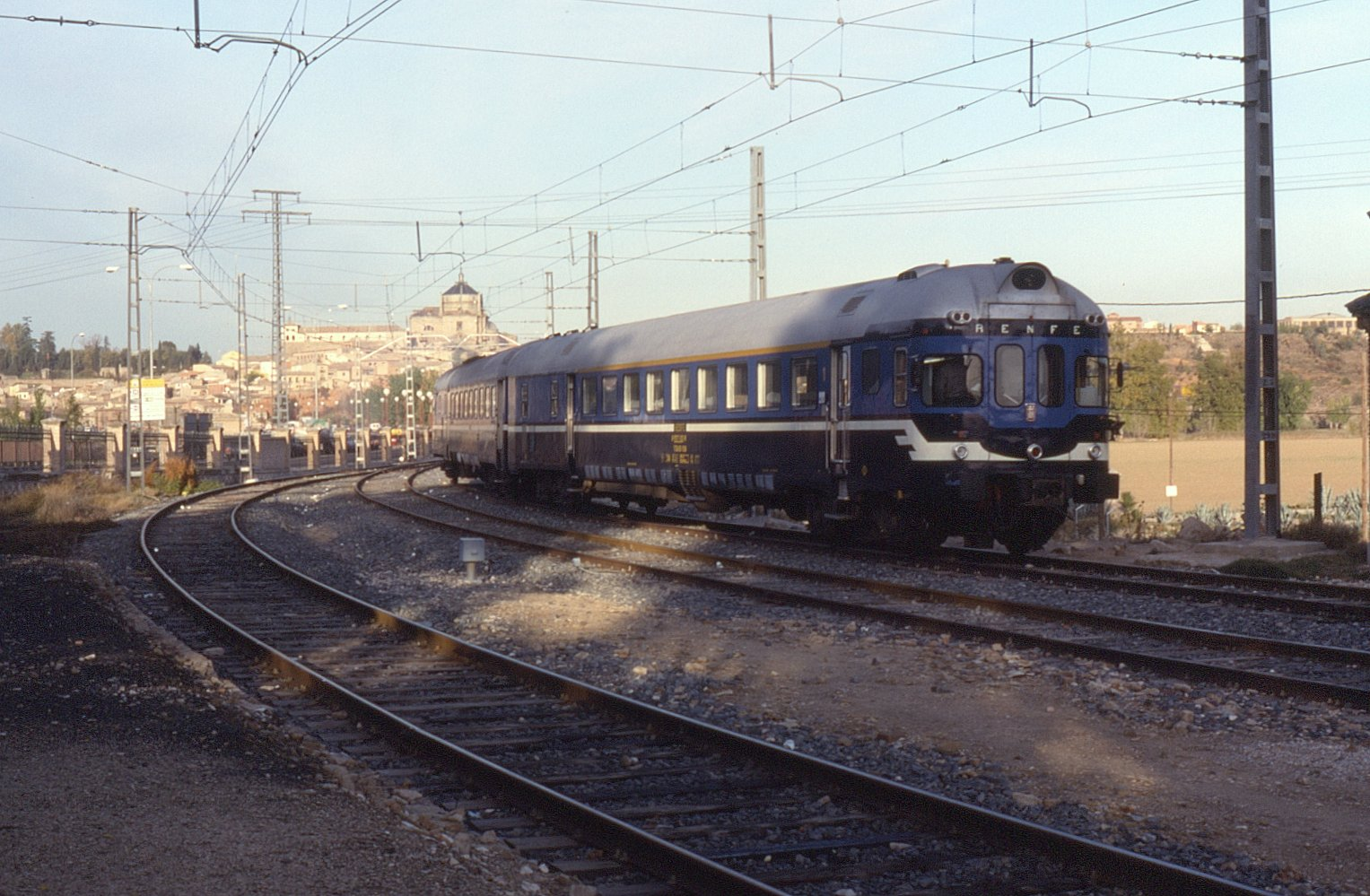
1991年的车站

托莱多的第一条铁路——卡斯蒂列霍至托莱多铁路——由萨拉曼卡侯爵建于1858年，是马德里-阿尔曼萨铁路（现马德里-瓦伦西亚铁路）的支线。而托莱多车站则只有最基本的功能，于1858年6月12日由西班牙女王伊莎贝拉二世和加的斯公爵弗朗西斯科主持开幕。同年12月，车站及线路归马德里至萨拉戈萨和阿利坎特铁路公司（MZA）所有。
目前车站站房于1919年4月24日建成。
1927年7月5日，国家开始建设一条仅18公里的小型铁路线，连接托莱多和北部的巴尔加斯，并在巴尔加斯和马德里至葡萄牙边境巴伦西亚德亚尔坎塔拉的铁路连接。但由于该线路工程质量较差，容易受到塔霍河洪水的影响。塔霍河曾多次淹没线路在托莱多附近的一座桥梁。最终线路于1947年2月26日暂停运营，并于1968年被永久关闭。
2003年7月，托莱多站暂停客运业务以应西班牙第三条高铁拉萨格拉-托莱多高铁接驳施工，2005年11月15日随高速铁路重新开通。该线路从连接托莱多与马德里，从马德里－塞维利亚高速铁路拉萨格拉出岔至本站，无中间站。而途径本站的旧线则缩短至阿尔戈多，本站不再设有普速铁路线连接到西班牙铁路网，这阻碍了通往该市工业区的货运交通。

## 车站结构
托莱多站站房建于1916—1917年，为新摩尔式建筑，面积12600平方米，建筑风格反应托莱多的历史：站房主楼两侧有两个侧翼，其中一个与模仿了托莱多主教座堂塔楼风格的钟楼相邻；站房顶部饰有多瓣拱门和交错的城垛装饰。站房内部设有售票、客服中心、厕所和餐厅等设施。站房外有一个拥有325个车位的停车场、一个出租车候车区和一个城市公交车站。
托莱多为尽头站，设有3条尽头线和2座港湾式站台：1座侧式站台和1座岛式站台。

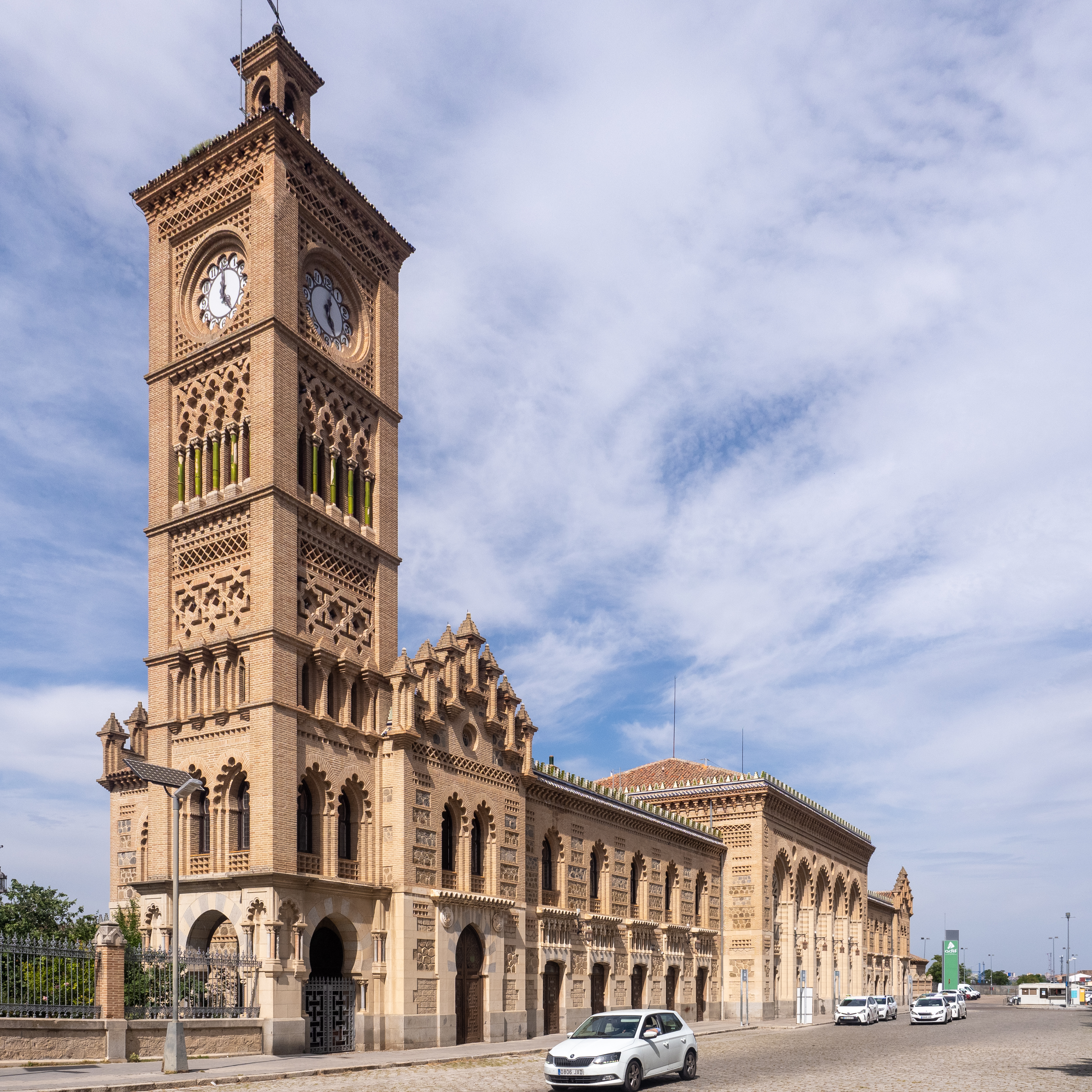
站房钟楼
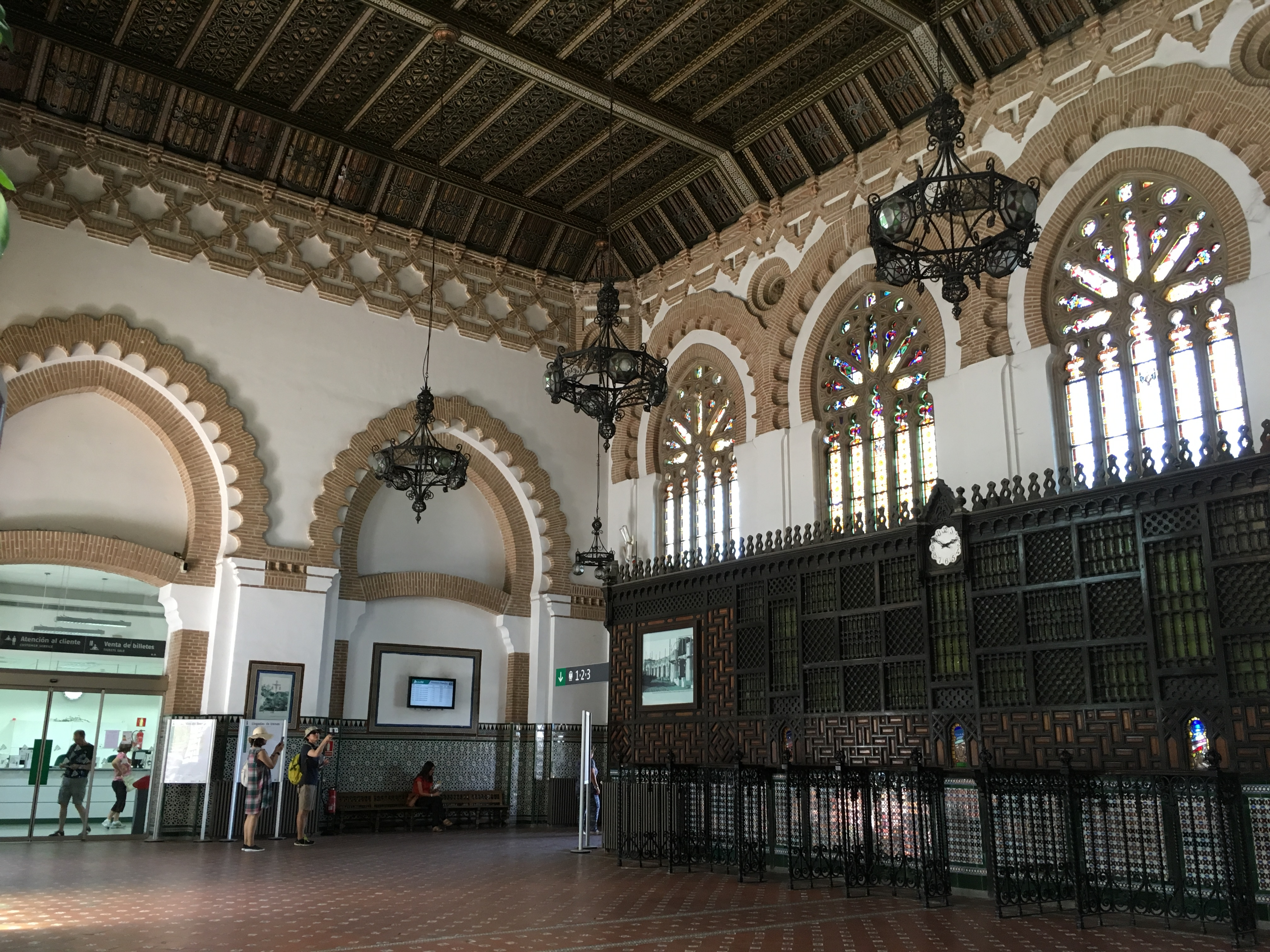
站房内部
车站站台
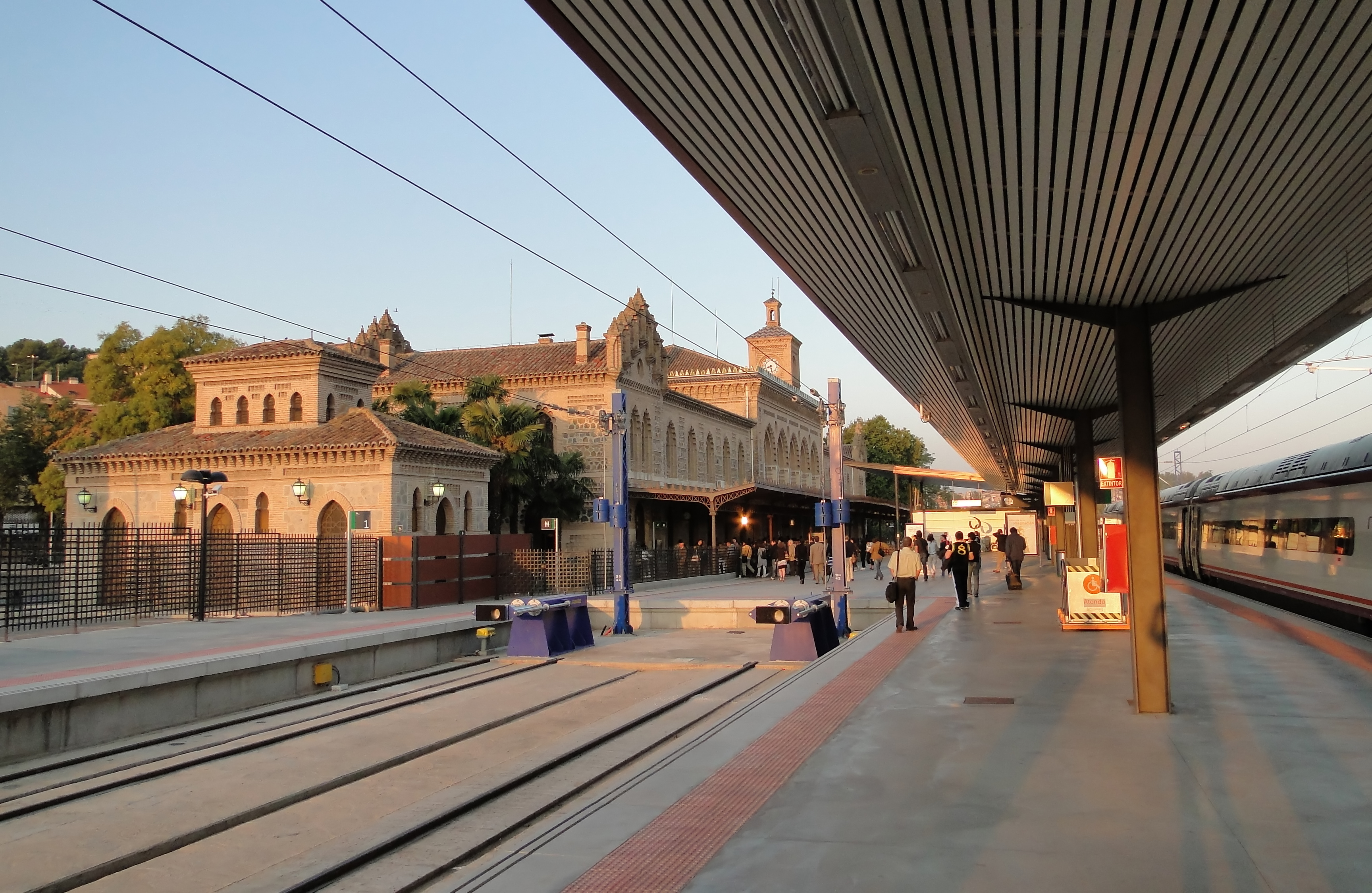
站台侧的站房
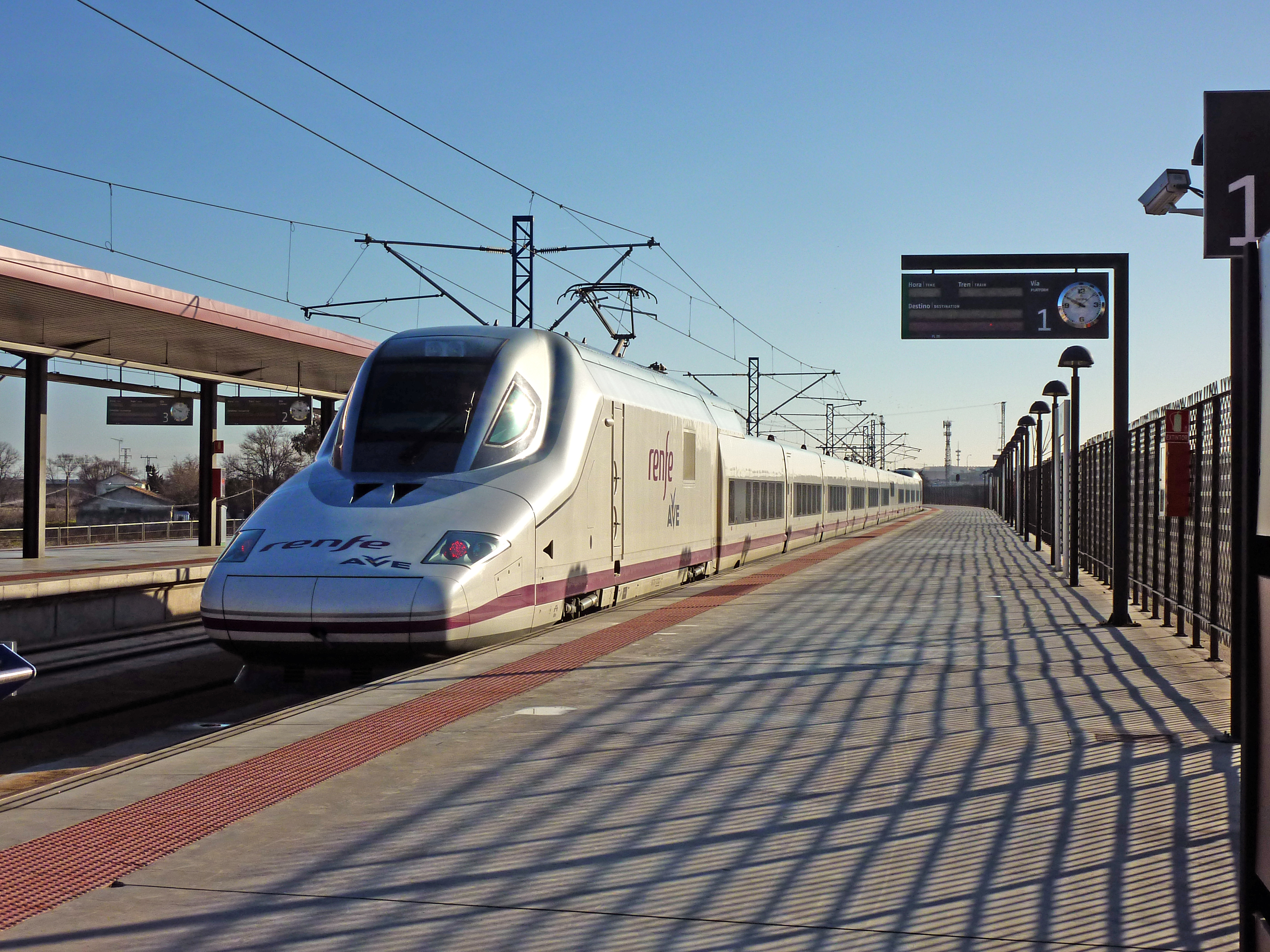
车站1站台